# Yogi (čaj)

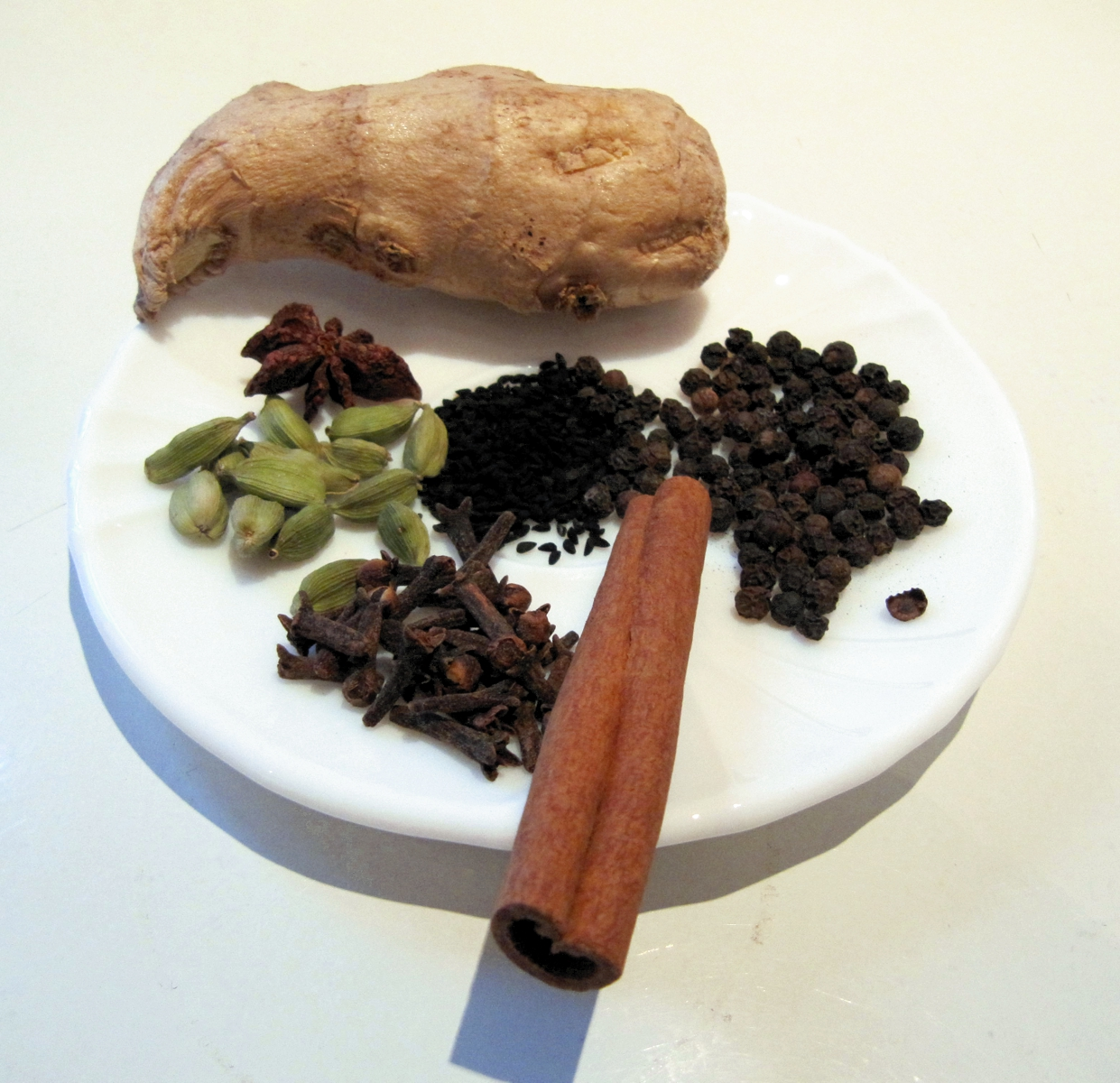
Přísady klasického ájurvédského kořeněného čaje

Yogi, také nazývaný indický bílý čaj, je směs koření a černého čaje.
Klasický Yogi se skládá ze směsi koření obsahující skořici, hřebíček, fenykl, pomerančovou kůru, zázvor a bílý pepř. Dalšími možnými přísadami jsou cikorka, anýz, koriandr nebo například kakao. K přípravě se používá černý čaj a to zpravidla indický Assam.
Indické tradiční léčitelství tento nápoj doporučuje k posílení nervového systému a pročištění krve.
Yogi Tea je ochranná známka ájurvédského kořeněného čaje vyráběného od konce 80. let 20. století firmou Golden Temple Company v Eugene v USA (dnes sídlí ve Springfieldu v Oregonu).